# جومار خوزه دا کوستا جونیور

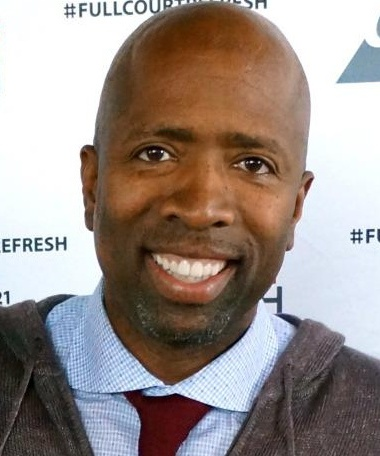
جومار خوزه دا کوستا جونیور در سال ۲۰۱۵

جومار خوزه دا کوستا جونیور (به پرتغالی: Jumar José da Costa Júnior) هافبک اهل برزیل است که در شهر Bandeirantes و در تاریخ ۲۸ آوریل ۱۹۸۶ به دنیا آمده‌است.
جومار خوزه دا کوستا جونیور در تیم‌های فوتبال União Bandeirante سابقهٔ حضور دارد.